# ヘプシバ・メニューイン
ヘプシバ・メニューイン（Hephzibah Menuhin, 1920年5月20日 - 1981年1月1日）は、アメリカ合衆国出身のピアノ奏者。妹ヤルタもピアノ奏者、兄イェフディはヴァイオリン奏者である。

## 経歴
サンフランシスコの生まれ。4歳よりジュディス・ブロックリーの下でピアノを習い、レフ・ショアの薫陶も受けた。8歳で初リサイタルを開き、バーゼルでルドルフ・ゼルキン、パリでマルセル・シャンピに師事して研鑽を積んだ。
両親の意向で兄イェフディの伴奏ピアニストとしての活動に制限されたものの、1933年に兄と録音したモーツァルトのヴァイオリン・ソナタK526の録音でキャンディード賞を受賞し、ピアノ奏者として注目を浴びるようになった。1938年にリンジー・ニコラスと結婚してからはオーストラリア方面にも活動の幅を広げ、ソリストとしてバルトークなどの作品をオーストラリアの聴衆に紹介して名を上げた。1954年にニコラスとの結婚を解消し、翌年にはリチャード・ハウザーと結婚して活動拠点をロンドンに移した。イギリスに移住後は、兄をはじめとするミュージシャンたちとの室内楽で活躍したが、夫ハウザーと共に慈善活動にも力を入れるようになり、「人権と責任の研究所」や「グループ研究センター」の設立にも関与した。
長い闘病生活の後、ロンドンにて死去した。1981年2月22日、兄のイェフディはカーネギーホールで追悼演奏会を催した。

## 註
1. ↑  “Yehudi and Hephzibah Menuhin and the Sydney String Quartet in 1979”.   ABC CLASSIC (2022年1月31日). 2025年1月1日閲覧。
2. ↑  “Hephzibah Menuhin” (英語). Jewish Women's Archive. 2025年1月1日閲覧。
3. ↑  Kent, Jacqueline (英語), Hephzibah Menuhin (1920–1981), National Centre of Biography, Australian National University 2025年1月1日閲覧。